# Championnats de Singapour de cyclisme sur route
Les championnats de Singapour de cyclisme sur route sont organisés tous les ans.

## Podiums des championnats masculins

### Course en ligne
| Année     | Vainqueur           | Deuxième                | Troisième                |
| --------- | ------------------- | ----------------------- | ------------------------ |
| 2005      | Junaidi Hashim      | Chui Kit Leong          | Teo Woon Lip             |
| 2009      | Low Ji Wen          | Ali Ahmad Fallanie (de) | Mohd Razali Shahrulneeza |
| 2010      | Lee Rodgers         | Darren Low              | Robert Hensby            |
| 2011      | Tim Wilkins         | Yun Jie Lemuel Lee      | Goh Choon Huat           |
| 2012      | Darren Low          | Nick Swallow            | Goh Choon Huat           |
| 2013      | Tjarco Cuppens (nl) | Mohd Zulhilmie Afif     | Low Ji Wen               |
| 2016      | Elyas Yusoff        | Nazmi Che Ku Romli      | Muhammad Rhazif Saleh    |
| 2017      | Goh Choon Huat      | Teoh Yi Peng            | Elyas Yusoff             |
| 2018      | Goh Choon Huat      | Mohd Nor Umardi Rosdi   | Bastian Döhling          |
| 2019      | Goh Choon Huat      | Thomas Thrall           | Yeo Boon Kiak            |
| 2020-2021 | Pas organisé        | Pas organisé            | Pas organisé             |
| 2022      | François Balland    | Yeo Boon Kiak           | Mark Chadwick            |
| 2023      | Yong Liang Mun      | Mark Chadwick           | Yeo Boon Kiak            |
| 2024      | Yeo Boon Kiak       | François Balland        | Tong Khoon Fung          |
| 2025      | Yeo Boon Kiak       | Tong Khoon Fung         | Dalvin Koh               |

### Contre-la-montre
| Année | Vainqueur           | Deuxième                 | Troisième                |
| ----- | ------------------- | ------------------------ | ------------------------ |
| 2010  | Colin Robertson     | Darren Low               | Michel Velasco           |
| 2011  | Lee Rodgers         | Darren Low               | Junaidi Hashim           |
| 2012  | Tjarco Cuppens (nl) | Junaidi Hashim           | Goh Choon Huat           |
| 2013  | Lee Rodgers         | Tjarco Cuppens (nl)      | Ho Jun Rong              |
| 2016  | Michael Koreneff    | Goh Choon Huat           | Ho Jun Rong              |
| 2018  | Goh Choon Huat      | Dealton Nur Arif Prayogo | Ben Arnott               |
| 2019  | Goh Choon Huat      | Yeo Boon Kiak            | Dealton Nur Arif Prayogo |
| 2020  | Pas organisé        | Pas organisé             | Pas organisé             |
| 2021  | Joel Liebi          | Yeo Boon Kiak            | Jared Holmes             |
| 2022  | Goh Choon Huat      | François Balland         | Yeo Boon Kiak            |
| 2023  | Matthew Brittain    | Louis Smith              | Andrew Philippou         |
| 2024  | Alexey Oreshin      | Yeo Boon Kiak            | Poon Chung Kiat          |
| 2025  | Darren Lim          | Yeo Boon Kiak            | Yong Liang Mun           |

### Course en ligne espoirs
| Année | Vainqueur    | Deuxième         | Troisième   |
| ----- | ------------ | ---------------- | ----------- |
| 2018  | Riyadh Hakim | Firoz Loh Ridwan | Tan Wei Sei |

### Contre-la-montre espoirs
| Année | Vainqueur                    | Deuxième                     | Troisième             |
| ----- | ---------------------------- | ---------------------------- | --------------------- |
| 2018  | Nicholas Long                | Benjamin Tay                 | Shane Tan             |
| 2019  | Luqmanul Hakim Bin Othman    | Jerome Teo                   | Firoz Loh Ridwan      |
| 2020  | Pas organisé                 | Pas organisé                 | Pas organisé          |
| 2021  | Arfan Faisal                 | Firoz Loh Ridwan             | Chester Jing Jie Wong |
| 2022  | Keagan Tan                   | Arfan Faisal                 | Nicholas Chong        |
| 2023  | Keagan Tan                   | Shahrul Haziq                | Samuel Lee            |
| 2024  | Lee Jia Zhi                  | Muhammad Raihan Mohd Airudin | Clement Tan           |
| 2025  | Muhammad Raihan Mohd Airudin | Syafiq Afandi                | Lee Jia Zhi           |

### Course en ligne juniors
| Année     | Vainqueur                    | Deuxième                     | Troisième               |
| --------- | ---------------------------- | ---------------------------- | ----------------------- |
| 2016      | Firoz Loh Ridwan             | Luqmanul Hakim Bin Othman    | Ryanud Deen Rafeed      |
| 2017      | Moh Jie Yu                   | Firoz Loh Ridwan             | Curtis Tan              |
| 2018      | Moh Jie Yu                   | Yong Tian Hao                | Lin Kai Hong            |
| 2019      | Jonathan Tan                 | Dylan Sim                    | Tim Schmidt             |
| 2020-2021 | Pas organisé                 | Pas organisé                 | Pas organisé            |
| 2022      | Muhammad Raihan Mohd Airudin | Haqimi Fandi                 | Muhammad Iman Zainudin  |
| 2023      | Eamon Lim Bing Yi            | Muhammad Raihan Mohd Airudin | Muhammad Syaheed Ismail |
| 2024      | Brayden Toh                  | Howard Koh                   | Thong Joon Lee          |
| 2025      | Yip Ga Cheng                 | Brayden Chong                | Lim Ming Wei            |

### Contre-la-montre juniors
| Année | Vainqueur         | Deuxième          | Troisième                    |
| ----- | ----------------- | ----------------- | ---------------------------- |
| 2016  | Firoz Loh Ridwan  | Axel Tan Yam Tong | Chin Shern Seet              |
| 2017  | Firoz Loh Ridwan  | Curtis Tan        | Arfan Faisal                 |
| 2018  | Moh Jie Yu        | Lin Shu Hong      | Jared Wong                   |
| 2019  | Samuel Leong      | Jared Wong        | Dylan Sim                    |
| 2020  | Pas organisé      | Pas organisé      | Pas organisé                 |
| 2021  | Aaron Wong        | Oliver Chong      | Nicholas Chong               |
| 2022  | Eamon Lim Bing Yi | Haqimi Fandi      | Muhammad Raihan Mohd Airudin |
| 2023  | Lee Jia Zhi       | Sachin Tan        | Jayden Tay                   |
| 2024  | Yip Ga Cheng      | Howard Koh        | Brayden Toh                  |
| 2025  | Yip Ga Cheng      | Brayden Toh       |                              |

## Podiums des championnats féminins

### Course en ligne
| Année | Vainqueur             | Deuxième              | Troisième             |
| ----- | --------------------- | --------------------- | --------------------- |
| 2009  | Noor Azian Alias      | Mariana Mohammad      | Siew Kheng Dinah Chan |
| 2010  | Siew Kheng Dinah Chan | Zahraa Binti Anuwar   | Christina Liew Gin    |
| 2011  | Siew Kheng Dinah Chan | Serene Lee            | Gabrielle Code        |
| 2012  | Siew Kheng Dinah Chan | Kate Poat             | Angela Huang          |
| 2013  | Siew Kheng Dinah Chan | Veronique Florizoone  | Sarah Doyle           |
| 2016  | Yi Wei Luo            | Siew Kheng Dinah Chan | Elizabeth May Hodges  |
| 2017  | Yi Wei Luo            | Serene Lee            | Wei Ling Michelle Ho  |
| 2018  | Serene Lee            | Wei Ling Michelle Ho  | Wei Shi Chelsie Tan   |
| 2019  | Wei Shi Chelsie Tan   | Yi Wei Luo            | Serene Lee            |
| 2020  |                       |                       |                       |
| 2021  |                       |                       |                       |
| 2022  | Yi Wei Luo            | Long Xin Cheong       | Faye Foo              |
| 2023  |                       |                       |                       |
| 2024  | Elizabeth Le Min Liau |                       |                       |

### Contre-la-montre
| Année | Vainqueur             | Deuxième             | Troisième           |
| ----- | --------------------- | -------------------- | ------------------- |
| 2010  | Siew Kheng Dinah Chan | Christina Liew Gin   | Natasha Buckley     |
| 2011  | Siew Kheng Dinah Chan | Serene Lee           | Janine Denning      |
| 2012  | Siew Kheng Dinah Chan | Serene Lee           |                     |
| 2013  | Siew Kheng Dinah Chan | Monica Torres        | Sarah Doyle         |
| 2016  | Siew Kheng Dinah Chan | Elizabeth May Hodges | Yi Wei Luo          |
| 2017  | Yi Wei Luo            | Serene Lee           | Pi Uen Jeynelle Lee |
| 2018  | Ling Er Choo          | Wei Shi Chelsie Tan  | Serene Lee          |
| 2019  | Yi Wei Luo            | Ling Er Choo         | Wei Shi Chelsie Tan |
| 2020  |                       |                      |                     |
| 2021  |                       |                      |                     |
| 2022  | Yi Wei Luo            | Faye Foo             | Xinhui Su           |
| 2023  |                       |                      |                     |
| 2024  | Faye Foo              |                      |                     |